# Rosalind Chao
Rosalind Chao, född 23 september 1957 i Anaheim, Kalifornien, är en amerikansk skådespelare.
Chao har bland annat medverkat i TV-serien 3 Body Problem. Hon har även medverkat i filmerna Mulan och The Starling.

## Filmografi (i urval)
- 2005 – Just Like Heaven
- 2020 – Mulan
- 2021 – The Starling
- 2024 – 3 Body Problem (TV-serie)
- 2024 – Sweet Tooth (TV-serie)
- 2024 – Sacramento
- 2025 – Freakier Friday